# Pierre Barillet
Pierre Barillet (Parigi, 24 agosto 1923 – Parigi, 8 gennaio 2019) è stato un drammaturgo e scrittore francese.

## Biografia
Appassionato di teatro sin da giovanissimo, all’età di 22 anni presenta il suo primo dramma, Les Héritiers, alla radio francese.
Nel 1947, incoraggiato da Jean Cocteau e da Christian Bérard, presenta la sua prima opera teatrale, il dramma Les Amants de Noël, bene accolto dalla stampa e dal pubblico.
Nel 1949 Barillet ritrova il compagno di studi universitari Jean-Pierre Grédy e insieme presentano la prima commedia, Le Don d'Adèle, a Bordeaux e a Nizza e dal 21 gennaio 1950 alla Comédie-Wagram di Parigi. La commedia, elogiata da Louis Aragon ed Elsa Triolet su "Les Lettres françaises", resta in scena per oltre mille repliche consecutive e una successiva versione cinematografica per la regia di Émile Couzinet.
La collaborazione tra Barillet e Grédy prosegue per 30 anni. Uno dei maggiori successi è stato Fiore di cactus (Fleur de cactus, 1964), rappresentato più volte, adattato per Broadway (Cactus Flower) con Lauren Bacall e una versione cinematografica, Fiore di cactus, diretta da Gene Saks con Ingrid Bergman.
Anche il successivo Quarante carats è stato un successo a Broadway, con il titolo Forty Carats, al Morosco Theatre per 780 repliche e un Tony Award 1969 a Julie Harris per la miglior attrice protagonista in un'opera teatrale e quindi un adattamento cinematografico, La signora a 40 carati, con Liv Ullmann e Gene Kelly.
Per la televisione francese ha scritto, con Élisabeth Badinter, la sceneggiatura del film TV Malesherbes, avocat du roi (1982) e della miniserie in tre puntate Condorcet(1989).
È stato anche autore di una raccolta di racconti, un romanzo e alcuni saggi dedicati al mondo dello spettacolo.

## Teatro
Commedie di Pierre Barillet e Jean-Pierre Grédy:
- Il dono di Adele (Le Don d'Adèle, 1949)
- Ami-ami, 1950
- Le Bon Débarras, 1952
- La Reine blanche, 1953
- La Plume, 1955
- L'Or et la Paille, 1956
- Le Chinois, 1958
- Les Choutes, 1959
- Le Grand Alfred, 1960
- Fiore di cactus, (Fleur de cactus, 1964)
- Il cavallo a vapore (Quarante carats, 1967) regia di Daniele D’Anza 1969
- Quattro giochi in una stanza (Quatre pièces sur jardin, 1969)
- La folle Amanda (Folle Amanda, 1971)
- Une rose au petit déjeuner, 1973
- Peau de vache, 1975
- Il preferito (Le Préféré, 1978)
- Piano piano… dolce signora (Potiche, 1980)
- Lily e Lily (Lily et Lily, 1984)
- Le Big Love, 1985
- Magic Palace, 1991
- Le Peignoir rouge, 1994

Commedie di Pierre Barillet:
- Les Amants de Noël, 1947
- Gustave et Louise, 1991
- Moi, Nadine Picard, monologo, 2010
- La Réponse, 2013
- L'Ombre de Stella, monologo, 2015

## Cinema

### Soggetto
- Le Don d'Adèle, regia di Émile Couzinet (1951)
- Les femmes sont marrantes, regia di André Hunebelle (1958)
- Fiore di cactus (Cactus Flower), regia di Gene Saks (1969)
- La signora a 40 carati (40 Carats), regia di Milton Katselas (1973)
- Maine Pyaar Kyun Kiya?, regia di David Dhawan (2005)
- Potiche - La bella statuina (Potiche), regia di François Ozon (2010) – anche attore
- Mia moglie per finta (Just Go with It) regia di Dennis Dugan (2011)

## Televisione
- Il preferito, regia di Vittorio Barino, Raidue, trasmessa il 25 novembre 1984.

## Opere

### Narrativa
- (FR) Pierre Barillet, Quatre années sans relâche, Editions de Fallois, 2001, 336 p., ISBN 978-2877064095 - autobiografia
- (FR) Pierre Barillet, Hollywood solitude, Editions de Fallois, 2002, 280 p., ISBN 978-2877064361 - antologia di racconti
- (FR) Pierre Barillet, Un génie, ce petit, Editions de Fallois, 2006, 138 p., ISBN 978-2877065849 - romanzo

### Prosa
- (FR) Barillet et Gredy, Théâtre, Omnibus, 2013, 1248 p., ISBN 9782258095076

### Saggistica
- (FR) Pierre Barillet, Les seigneurs du rire: Robert de Flers, Gaston Arman de Caillavet, Francis de Croisset, Fayard, 1999, 634 p., ISBN 978-2213603230
- (FR) Pierre Barillet, A la ville comme à la scène, Editions de Fallois, 2004, 474 p., ISBN 978-2877065030 (sessanta anni di teatro e di vita parigina)
- (FR) Pierre Barillet, Bronia, dernier amour de Raymond Radiguet. Un entretien avec Bronia Clair, La tour verte, 2013, ISBN 978-2917819203
- (FR) Pierre Barillet, Simone Simon: la Féline, La tour verte, 2013, 244 p., ISBN 978-2917819272